# Rohit Chiplunkar
Rohit Chiplunkar (* 21. Januar 2003) ist ein Schweizer Unihockeyspieler, der beim Nationalliga-A-Verein UHC Waldkirch-St. Gallen unter Vertrag steht.

## Sportliche Laufbahn
Chiplunkar begann 2017 in der Juniorenmannschaft des UHC Waldkirch-St. Gallen zu spielen. Seit 2020 gehört er als Verteidiger dem NLA-Kader des Vereins an. 2021 vertrat er die Schweiz bei der U-19-Unihockey-Weltmeisterschaft in Brünn, Tschechien. 

## Privatleben
Chiplunkar stammt aus Uzwil. 2022 schloss er in St. Gallen eine Lehre zum Informatiker EFZ Fachrichtung Applikationsentwicklung ab. Sein Bruder Rahul Chiplunkar spielt ebenfalls für den UHC Waldkirch-St. Gallen.